# Kim Jae-yup
Kim Jae-yup   (Daegu, 17 de maig de 1965) és un judoka sud-coreà, ja retirat, que va competir durant les dècades de 1970 i 1980.
El 1984 va prendre part en els Jocs Olímpics d'Estiu de Los Angeles, on guanyà la medalla de plata en la competició del pes extra lleuger del programa de judo. Va perdre la final contra el japonès Shinji Hosokawa. Quatre anys més tard, als Jocs de Seül, guanyà la medalla d'or en la mateixa categoria en guanyar a l'estatunidenc Kevin Asano.
En el seu palmarès també destaquen una medalla d'or al Campionat del Món de judo de 1987, una medalla d'or als Jocs Asiàtics de 1986 i una de bronze al Campionat d'Àsia de judo de 1988 entre d'altres victòries.